# أوليفر كوادرادو
أوليفر كوادرادو (بالإسبانية: Oliver Cuadrado Martín)‏ هو لاعب كرة قدم إسباني في مركز حراسة المرمى، ولد في 12 يوليو 1977 في مدريد في إسبانيا. لعب مع ريال مدريد ج وريال مدريد كاستيا وريال مدريد ونادي إكستريمادورا ونادي ديبورتيفو طليطلة ونادي غوادالاخارا ونادي كومبوستيلا.